# Walter Rominger
Walter Rominger (* 1957) ist ein deutscher evangelischer Publizist.

## Leben
Rominger war von 1992 bis 1994 Pfarrvikar in Langenbrand, eine Anstellung als Pfarrer in der Landeskirche Württemberg wurde ihm 1996 aufgrund seiner Nähe zu konservativen Gemeinden und Gemeinschaften verwehrt.
Rominger war bis 2007 langjähriges Vereins- und von 1991 bis 1993 Vorstandsmitglied der konservativen Evangelischen Notgemeinschaft in Deutschland. Er ist zudem Mitglied im Bibelbund und seit 1996 im Bundesarbeitskreis der Bekenntnisbewegung „Kein anderes Evangelium“, deren Geschäftsführer er seit 2016 ist. Er war zudem im Jahr 1998, u. a. neben der Bekennenden Evangelischen Gemeinde Neuwied Mitinitiator der Notsynode von Siegen, die sich für eine Stärkung von Partikulargemeinden jenseits der EKD und zahlreiche stark konservativ geprägte Positionen aussprach.
Rominger publiziert theologische Essays in Fachzeitungen wie dem Deutschen Pfarrerblatt, Lutherische Beiträge, Blätter für Württembergische Kirchengeschichte, Diakrisis sowie über die Publikationsreihen der Bekenntnisbewegung „Kein anderes Evangelium“ und des Bibelbundes („Bibel und Gemeinde“). Auch im Evangeliums-Rundfunk (ERF) war er mehrfach zu hören.
Rominger lebt in Albstadt.

## Positionen
In seinen Schriften positioniert er sich u. a. kritisch gegenüber der Frauenordination in der evangelischen Kirche, der Ökumene, der Sterbehilfe, der Abtreibung, der Gendiagnostik, der Homo-Ehe und dem gesellschaftlichen Umgang mit Homosexualität im Allgemeinen sowie dem Islam.
1999 äußerte er gegenüber der Zeitung Junge Freiheit deutliche Kritik am Islam. Dieser sei gefährlicher als der Kommunismus, berge durch sein theologisches Konzept die Gefahr von Selbstmordattentaten und anderen Gewalttaten. Die Parteien und Volkskirchen in Deutschland würden die Bedrohung durch den Islam verharmlosen und verschleiern. Er sprach sich zudem gegen Islamunterricht an deutschen Schulen und die doppelte Staatsbürgerschaft aus. Auch in anderen Texten bezeichnet er den Islam als „antichristlich und unentschuldbar“, begleitet von weiterer Kritik am zunehmenden Atheismus in Deutschland und parallelen gesellschaftlichen Entwicklungen (z. B. Einführung der gleichgeschlechtlichen Ehe).
2003 nahm Rominger den wegen Antisemitismus-Vorwürfen in die Kritik geratenen damaligen CDU-Abgeordneten Martin Hohmann in Schutz, indem er argumentierte, dass nach bestimmter theologischer Auslegung das moderne Judentum antichristlich geprägt sei.
Rominger ist Unterstützer der Bewegung Marsch für das Leben, die sich gegen das Abtreibungsrecht richtet. Aufgrund seiner Positionen wird Rominger der Neuen Rechten zugeordnet.

## Monographien
- Kleines Esoterik-Handbuch (Co-Autor)[16]